# Gudöån

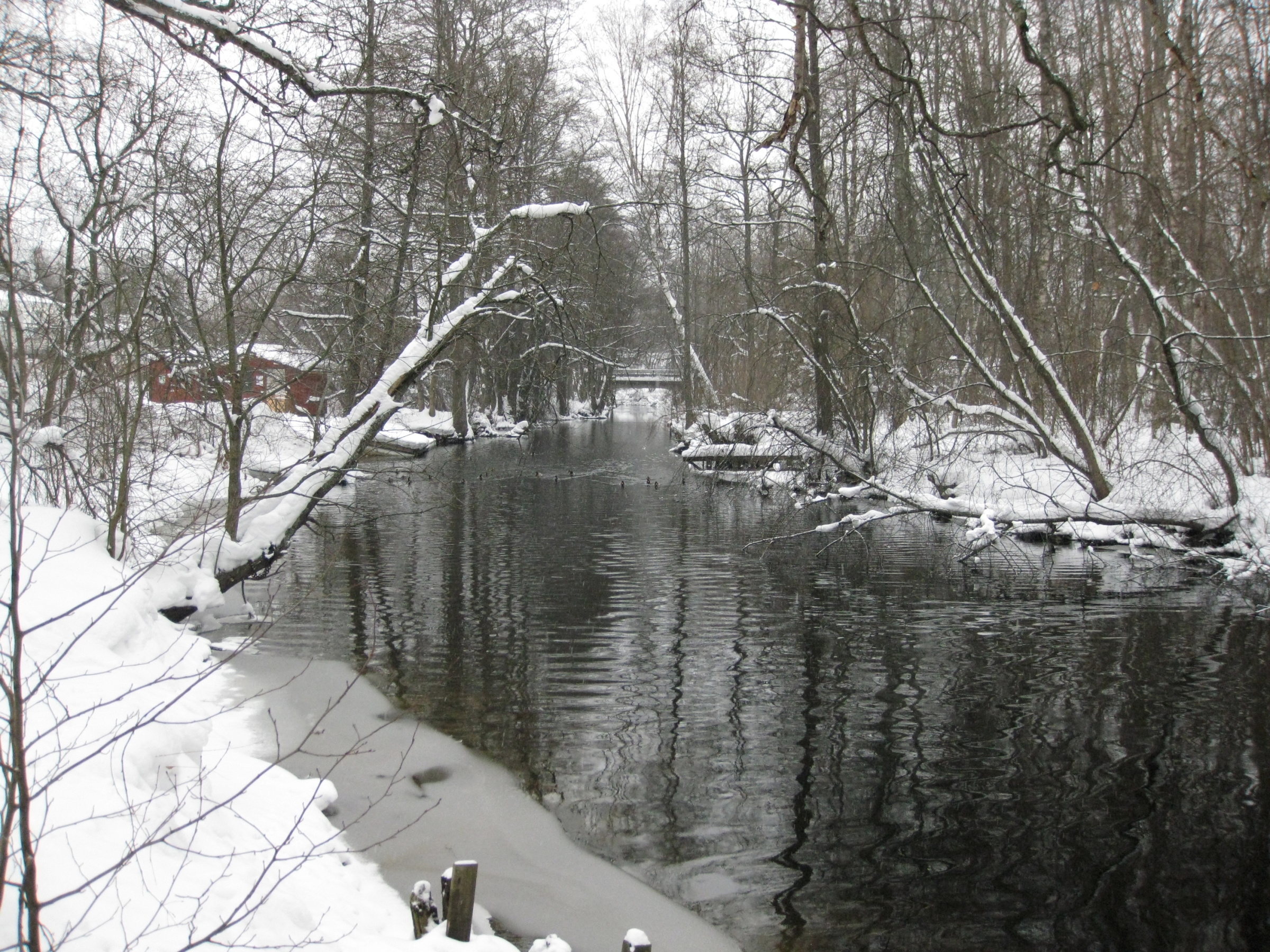
Gudöån på vintern 2010.

Gudöån eller Gudö å, är en åförbindelse och ingår i Tyresåns sjösystem, som sammanbinder sjöarna Drevviken och Långsjön på östra Södertörn i Stockholms län. Åns mittlinje utgör gränsen mellan Haninge kommun och Tyresö kommun. 
I Gudö utmed åns södra strand finns de sista resterna efter en viktig, men idag nästan helt utdöd tvätteriverksamhet. Området har kvar det största antalet samlade och välbevarade torklador i Haninge och i Stockholms län. Hela miljön återspeglar tiden under 1900-talets första hälft då tvätterinäringen var en viktig inkomstkälla för många småbrukare. I dag är ån ett uppskattat färdstråk med kajak eller kanot på fritiden. 
Gudöbroleden, del av länsväg 260, passerar på en bro nära åns västra inflöde från Drevviken. 

## Historik

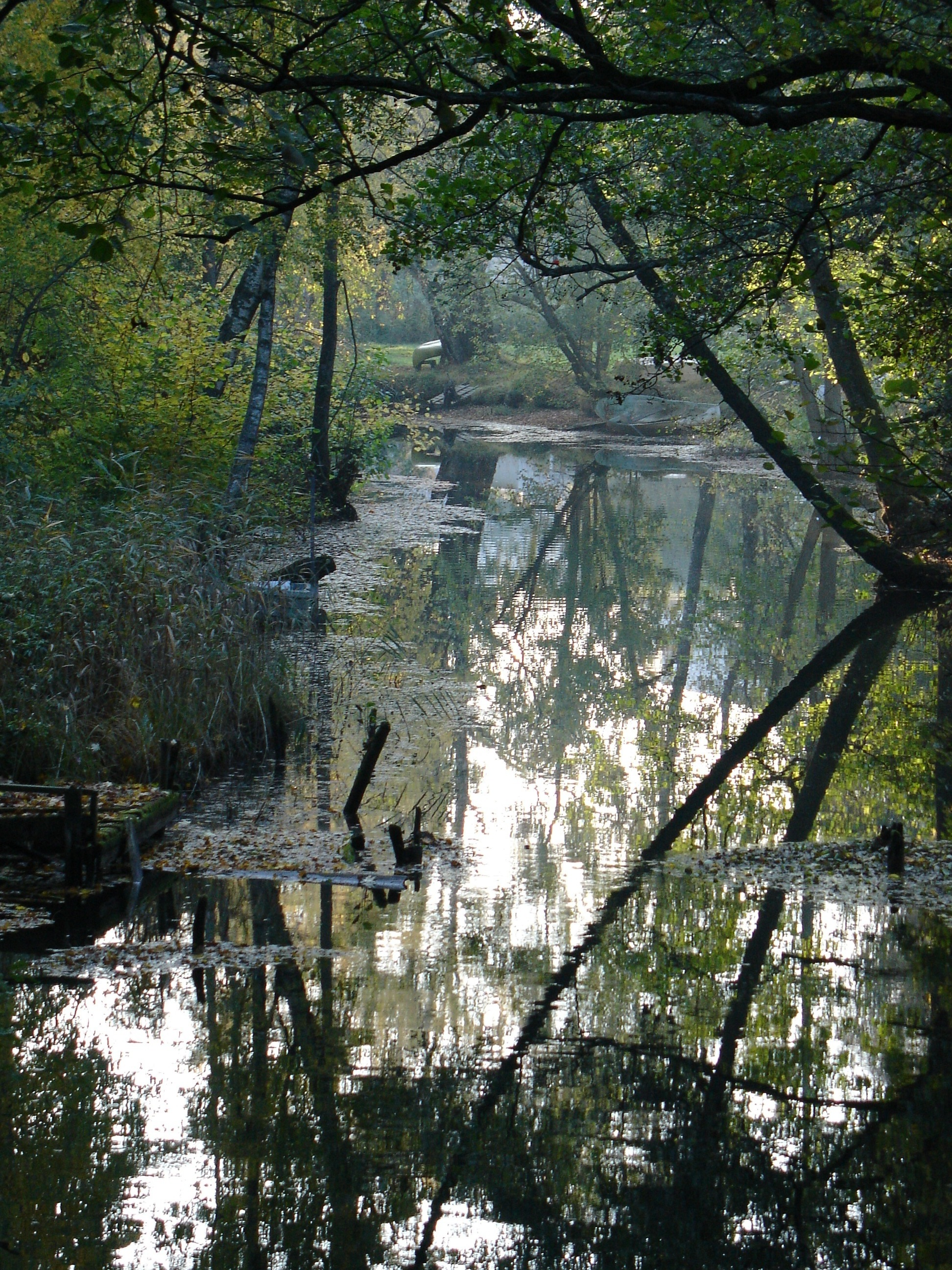
Gudö å, Tyresö. Fotot taget från Gudöbroleden.

I östra delen av Gudö finns vägbanken kvar efter gamla landsvägen som användes fram till 1922 för trafiken mellan Stockholm och Vendelsö. Träbron som förband vägbanken med Tyresösidan revs troligen på 1950-talet. Den numera försvunna Gudö gård var belägen på södra sidan om Tutviksvägen, ungefär där Bondvägen nu tar vid.

### Gravfält
I Gudös västra del finns ett gravfält med cirka fyrtio gravar från vikingatiden. Även i Trollbäcken på åns norra sida har det funnits järnåldersgravar som numera är borttagna. Gravfälten visar att människor bott i området alltsedan järnåldern.

### Tvätterier
Från mitten av 1800-talet och fram till 1960-talet förekom tvätteriverksamheter i kommunerna runt Stockholm. I Haninge kom de första tvätterierna igång kring 1800-talets mitt, vid något vattendrag eller hemma i någons kök under mycket enkla förhållanden. Här var tvättande under 1900-talets första hälft troligen den näring som näst efter jordbruket hade flest utövare. Kunderna var till största delen stockholmare. Tvätt var från början ofta en bisyssla för att dryga ut inkomsten från ett litet småbruk. Senare kom många att ha det som den enda och främsta sysselsättningen. 
På 1920-talet expanderade verksamheten för i Haninge fanns det gott om bra vatten i åar eller grusåsar. Under andra världskriget gjorde man en undersökning i Österhaninge och fann då 140 tvätterier. I de närmaste omgivningarna har det enligt uppgift funnits tretton tvätterier, de flesta nu försvunna. Även på åns norra sida fanns ett antal tvätterier, men endast en av torkladorna är nu bevarad. 

### Torklador
Torkningen av tvätten kunde vara besvärlig, i synnerhet på vintern. Några hade en varmtork, som var ett rum med vedkamin. Andra hade torklador med luckor runt om som kunde reglera luftgenomströmningen. Dessa luckor ger torkladorna deras speciella utseende. Bebyggelsen vid ån innehåller ett stort antal samlade och väl bevarade torklador, vilket speglar tiden under 1900-talets första hälft, då tvätterinäringen var en viktig sysselsättning. Området utgörs av stora villatomter bebyggda med villor, torklador och uthus. Den svaga sluttningen mot ån är glest bevuxen med lövträd.
Vid åstranden ligger tre torklador, någon med inbyggt tvätteri. En separat tvättstuga ligger ännu kvar i strandkanten och ser ut att vara på väg att glida ut i ån. På området finns sex välbevarade villor från 1930- och 1940-talet, samt ett välbevarat mindre hus som enligt ägarens uppgift kan vara byggt 1901 och tillhört Gudö gård. Till detta hus hör även ett uthus, något ombyggt, som tidigare varit stall och ladugård. En av villorna är det gamla "Allianskapellet" som användes gemensamt av flera frikyrkoförsamlingar. Ett uthus i området har tidigare varit mangelbod, ett annat en mekanisk verkstad. En del tvätterier hade mangelbodar, men de flesta lämnade bort sin tvätt för mangling.
Den gamla landsvägen används av en fastighetsägare som infart. Blandningen av välskötta villor från samma tid som torkladorna, det lilla bostadshuset från 1901 med sitt stall och Allianskapellet, bidrar till en kvarvarande miljö från tidigt 1900-tal. Den bevarade biten av gamla landsvägen ingår också i helhetsbilden och avslöjar var den gamla Gudöbron en gång varit belägen.